# The Family Group (Oregon)
A The Family Group (más néven The Family) John Geise szobra az Amerikai Egyesült Államok Oregon államának Eugene városában, az Oregoni Egyetem Jordan Schnitzer Művészeti Múzeumának déli oldalán. Az alkotást Karl Onthank tiszteletére 1974-ben adományozta az intézménynek William A. Haseltine családja.
Talapzatán a következő szöveg olvasható: „Karl Onthank tiszteletére, akinek 1909 és 1957 közötti egyetemen töltött ideje tanúságot tett az embertársai iránti szeretetéről”.

## Fordítás
- Ez a szócikk részben vagy egészben  a   The Family Group (Geise) című angol Wikipédia-szócikk ezen változatának fordításán alapul.  Az eredeti cikk szerkesztőit annak laptörténete sorolja fel. Ez a jelzés csupán a megfogalmazás eredetét és a szerzői jogokat jelzi, nem szolgál a cikkben szereplő információk forrásmegjelöléseként.